# Ashram de Sabarmati
Sabarmati Ashram (Gujarati: સાબરમતી આશ્રમ é um mosteiro também conhecido como Gandhi Ashram, Harijan Ashram, ou Satyagraha Ashram) está localizado no subúrbio de Ahmedabad, Sabarmati adjacente à famosa Estrada Ashram, na margem do rio Sabarmati, a 4 milhas de distância da cidade Cidade Hall. Esta foi uma das residências de Mohandas Karamchand Gandhi. Este ashram agora foi convertido em monumento nacional, pelo Governo da Índia, devido à sua importância no movimento indiano de independência por causa da marcha de Dandi em 1930.

## História do Ashram
O ashram foi inicialmente localizado em Kocharab Bungalow de Jivanlal Desai em 25 de Maio de 1915. O Ashram, em seguida, foi transferida em 17 de Junho de 1917 para um pedaço de terra às margens do rio Sabarmati. As razões para essa mudança incluem: Gandhi queria fazer algumas experiências (por exemplo, agricultura, pecuária, vacas reprodutoras, khadi e atividades relacionadas a construção que poderiam ser realizadas neste tipo de solo árido. ) Acreditava-se que esta era a antiga localização do ashram de Dadhichi Rishi, que agora reside no ashram namishyaranya, perto de Lucknow, entre uma prisão e um crematório e ele acreditava que um  satyagrahi tem sempre de ir para qualquer lugar. Mahatama Gandhi disse, "Este é o lugar certo para as nossas atividades de pesquisa pela verdade e desenvolver ausência do medo, de um lado temos a mão de ferro dos estrangeiros, e por outro o relâmpagos da Mãe Natureza.

No Ashram, Gandhi formou uma escola que ensinava principalmente o trabalho manual, a agricultura, a alfabetização e seus esforços para avançar para a auto-suficiência da nação. Foi também a partir daqui em 12 de março de 1930 que Gandhi marcharam rumo Dandi, 241 milhas do Ashram com 78 companheiros em protesto contra a Lei britânica do Sal, que proibia aos indiano a obtenção de sal em um esforço para promover as vendas da British sal na Índia. Esta massa de gente recheou as prisões britânicas com 60.000 homens. Posteriormente, o governo penhorou os bens de Gandhi, em solidariedade por eles, pediu ao Governo que pedoa-se o Ashram. O Governo, no entanto, não atendeu seu pedido. Ele decidiu em 22 de Julho de 1933 desmantelar o Ashram, que mais tarde tornou-se lugar de detenção de muitos combatentes da liberdade e, em seguida, alguns cidadãos locais decidiram preservá-lo. Em 12 de Março de 1930 ele jurou que não voltaria para o Ashram até que a Índia ganha-se a independência. Embora isto não tenha acontecido, em 15 de Agosto de 1947, a Índia foi declarada uma nação livre, mas Gandhi foi assassinado em Janeiro de 1948. 

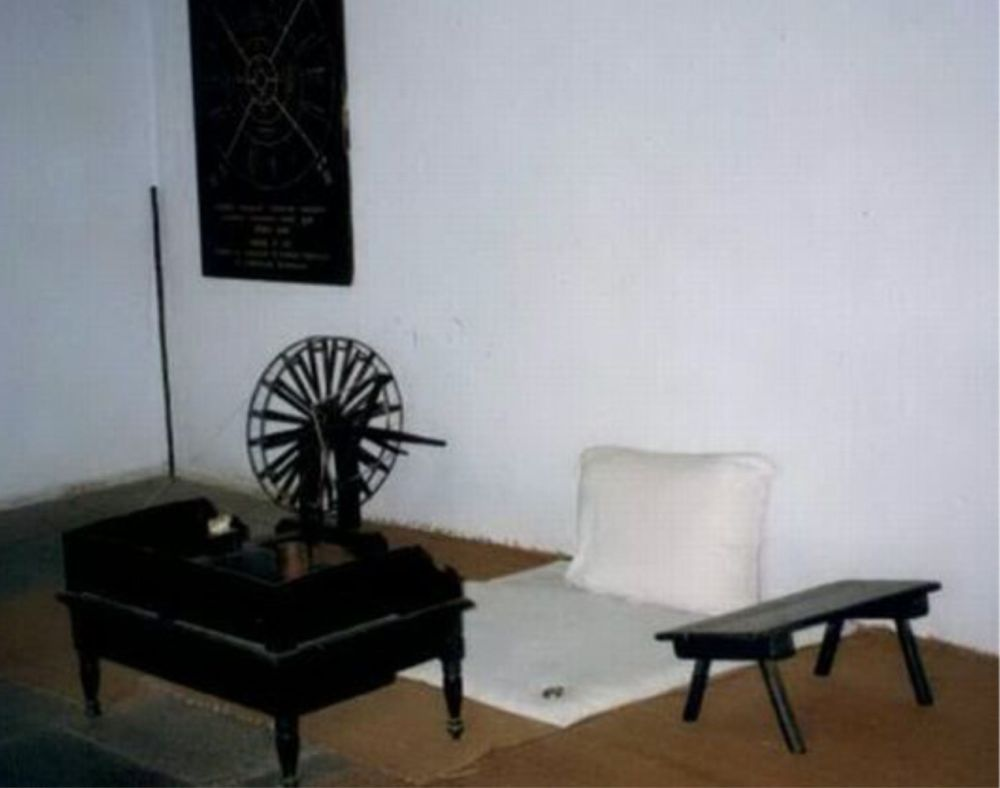
O quarto de visitas de Mahatma Gandhi em Hridaya Kunj

## Atualidade
O ashram tem agora um museu, Gandhi Smarak Sangrahalay. Em 1963 foi erguido um museu (projetado pelo arquiteto Charles Correa), e atividades do memorial iniciadas aqui. Uma das importantes atividades desenvolvidas é a criação de um Gandhi Smarak Sangrahalaya. Inicialmente começou em 'Hriday Kunj' a cabana de Ghandi no Ashram, a Sangrahalaya agora foi transferida para o seu próprio e bem decorados edifício que foi inaugurado pelo Jawaharlal Nehru, primeiro-ministro da Índia, em 10 de Maio de 1963.
Nandini: Encontra-se ao lado direito de 'Hridaya Kunj'. É uma velha casa de hóspedes do Ashram, onde os hóspedes da Índia e os estrangeiro eram acomodados.
Vinoba Kutir: Nomeado assim por ser o local de estadia da Acharya(Professora) Vinoba Bhave, e também conhecida como Mira Kutir, discípula de Gandhiji, filha de um almirante britânico.

Upasana Mandir: É um local de oração ao ar livre, situado entre 'Hridaya Kunj' e 'Magan Kutir' (a cabana onde Maganlal Gandhi, o gerente ashram, costumava ficar). Aqui, Gandhiji respondia a questões individuais após as orações, como um chefe da família e e dava sua opinião. 

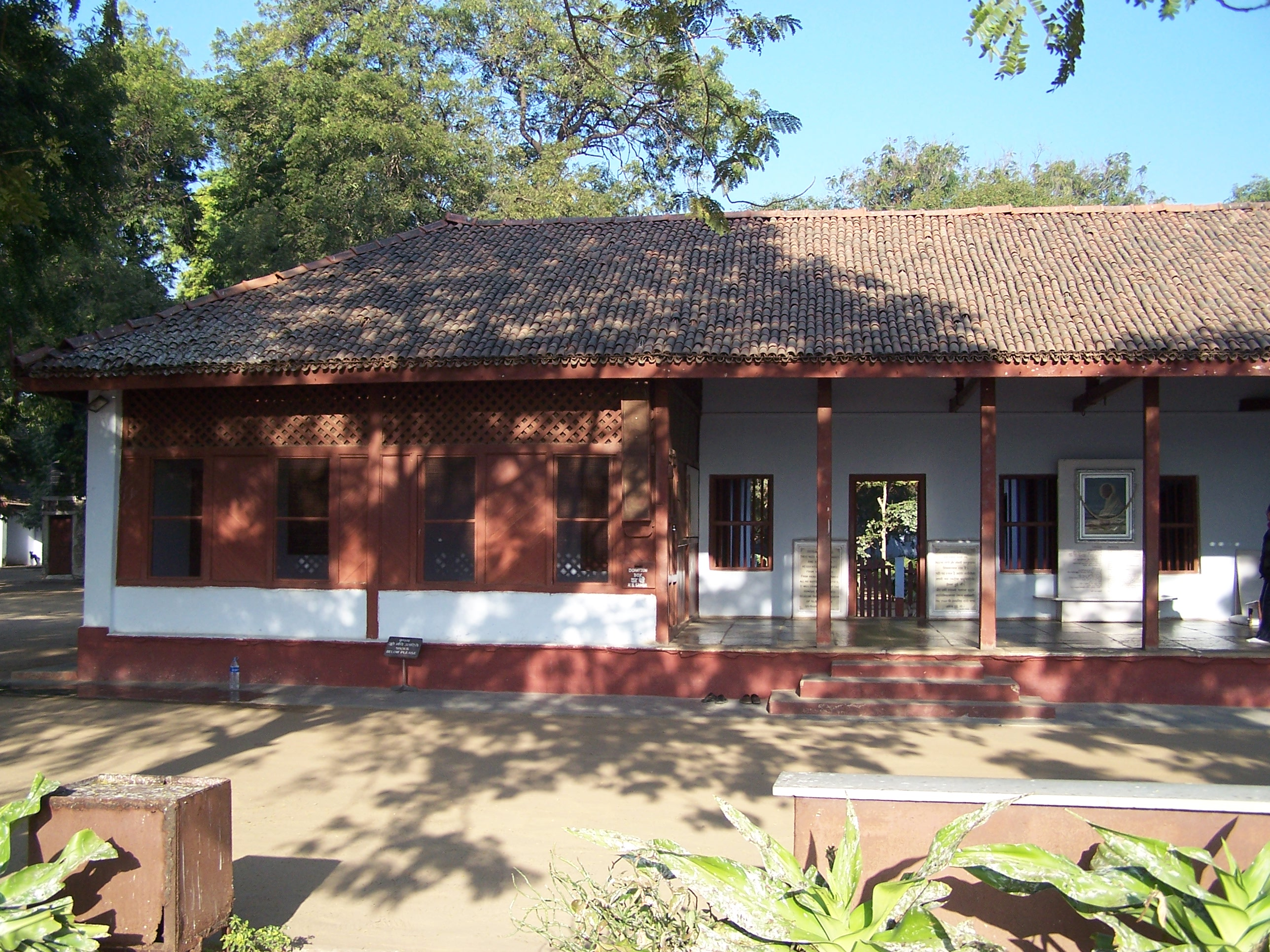
Vinobha Kutir

### Gandhi Sangrhalaya
- "A minha vida é a minha mensagem", composta de 8 de pinturas de tamanho real e mais de 250 fotos de alguns dos  acontecimentos históricos da vida de Gandhi
- Galeria Gandhi em Ahmedabad, o acompanhamento da vida de Gandhi em Ahmedabad, a partir de 1915-1930.
- galeria de pinturas a óleo em tamanho real de Ghandi.
- Gandhi citações, cartas e outras relíquias em exposição.
- Biblioteca constituído por cerca de 35.000 livros de como Gandhi lidava com a vida, trabalho, ensinamentos, do movimento de liberdade indiana e disciplinas afins, e uma sala de leitura com mais de 80 revistas em  Inglêsa,  Gujarati e hindi
- Arquivos constituídos por cerca de 34.117 cartas para e de Gandhi, tanto no original e fotocópia, em cerca de 8.781 páginas de manuscritos dos artigos de Gandhi aparecendo em Harijan,Harijansevak e Harijanbandhu e cerca de 6000 fotografias de Gandhi e seus associados
- Um importante marco do Ashram é 'Hridaya Kunj ", onde algumas das relíquias pessoais de Gandhi estão em exibição
- A livraria do Ashram, sem fins lucrativos vende literatura relacionada e em memora à Gandhi e sua vida profissional e também apoia artesãos locais.

### Atividades do Ashram
- A seleção, processamento, preservação e exibição de arquivos materiais (textos, fotografias, pinturas, discos, filmes, roupas pessoais, etc)
- Microfilmagem, laminação e preservação dos Negativos
- Organizar exposições sobre aspectos da vida de Gandhi, a literatura e as suas atividades.
- Publicação do "Mahadevbhani Dairy", que escreve crônicas de toda a história da luta pela liberdade da índia
- A Ashram Trust atividades que incluem a educação do visitante, a comunidade e de manutenção do museu e do seu entorno
- Manter contato com, bem como ajudar e realizar estudos e pesquisas sobre o pensamento de Gandhi e as suas atividades e publicar os resultados desses estudos de investigação para benefício do povo
- Respeito em uma forma adequada as ocasiões relacionadas com a vida de Gandhi
- Manter contato com a juventude e os estudantes da comunidade e oferecendo-lhes ajuda para o estudo do pensamento de Gandhi